# Bernard Grasset (homme politique)
Pour les articles homonymes, voir Bernard Grasset et Grasset.
Bernard Grasset, né le 23 décembre 1933 à La Rochelle (Charente-Inférieure), est un haut fonctionnaire et un homme politique français. Il est membre du Parti socialiste.

## Biographie
Au cours de sa carrière de haut fonctionnaire, Bernard Grasset est successivement: Gestionnaire des Hautes-Alpes préfet de la Charente-Maritime, préfet du Finistère, haut-commissaire de la République en Nouvelle-Calédonie (le premier nommé après la signature des accords de Matignon) de 1988 à 1991, préfet de la Somme et de la région Picardie, directeur général de la Police nationale et préfet d'Ille-et-Vilaine et de la région Bretagne.
Bernard Grasset prend sa retraite de la haute fonction publique en 1995, et de retour dans sa région natale, il entame alors une carrière d'élu.
Lors des élections législatives de 1997, il est porté par la « vague rose » et est élu dans la deuxième circonscription de la Charente-Maritime en battant Jean-Guy Branger, le député UDF sortant élu depuis 20 ans. Au cours de la XIe législature, il est membre de la commission de la défense nationale et des forces armées, mais c'est surtout son rôle de rapporteur de la commission d'enquête sur « les agissements, l'organisation, le fonctionnement, les objectifs du groupement de fait dit "département protection sécurité" et les soutiens dont il bénéficierait » qui marquera sa carrière parlementaire. Pour les législatives de 2002, il choisit de ne pas se représenter mais son suppléant et adjoint à la mairie, André Bonnin, se fait battre par le maire UMP de Châtelaillon-Plage, Jean-Louis Léonard.
En 2001, il est élu maire de Rochefort en profitant des divisions de la droite locale, incapable de désigner un remplaçant à Jean-Louis Frot, le maire RPR élu depuis 1977. À la suite de cette élection, il prend la présidence de la communauté d'agglomération du pays rochefortais.
Lors de élections régionales de 2004, il figure sur la liste d'union de la gauche menée par Ségolène Royal et est élu conseiller régional de Poitou-Charentes.
Il est réélu maire de Rochefort le 16 mars 2008 avec 52,24 % des voix exprimées au second tour.

## Mandats

### Haut fonctionnaire
- 1959-1961 : chef de cabinet du préfet des Ardennes
- 1961-1964 : chef de cabinet du préfet de la Haute-Marne
- 1964-1967 : sous-préfet de l'Inini en Guyane française
- 1967-1968 : secrétaire général des Basses-Alpes, actuel Alpes-de-Haute-Provence
- 1968-1972 : sous-préfet de Saint-Benoît de la Réunion
- 1972-1974 : secrétaire général de la Réunion
- 1974-1974 : conseiller technique au cabinet du secrétaire d'État aux D.O.M.T.O.M. Joseph Comiti
- 1974-1977 : adjoint au directeur central de la sécurité publique
- 1977-1978 : chef de cabinet du Secrétaire d'état aux postes et télécommunications Norbert Ségard
- 1978-1980 : directeur de cabinet de Norbert Ségard
- 1980-1981 : préfet des Hautes-Alpes
- 1981-1984 : préfet délégué pour la police auprès du préfet du Rhône
- 1984-1986 : commissaire de la République de la Charente-Maritime
- 1986-1988 : préfet du Finistère
- 1988-1990 : haut-commissaire de la République en Nouvelle-Calédonie et dépendances
- 1990-1991 : préfet de la région Picardie et de la Somme
- 1991-1993 : directeur général de la police nationale
- 1993-1993 : préfet de la région Bretagne et d'Ille-et-Vilaine

### Politique
Député
- 01/06/1997 - 18/06/2002 : député de la deuxième circonscription de la Charente-Maritime

Conseiller régional
- 29/03/2004 - mars 2010 : membre du conseil régional de Poitou-Charentes

Conseiller municipal / Maire
- 19/03/2001 - 05/04/2014 : maire de Rochefort

Mandats intercommunaux
- De 2001 à 2013 : président de la communauté d'agglomération du pays rochefortais et en 2014 président de la communauté d'agglomération Rochefort Océan

## Controverse
Bernard Grasset a été épinglé pour son cumul de mandats dans L'Expansion de mars 2011. Quelques jours plus tard, il publie un démenti dans Sud Ouest en avril concernant le montant de ses revenus d'élu, tout en confirmant quatre mandatures simultanées.

## Récompenses et distinctions

### Décorations
- Officier de la Légion d'honneur Il est fait chevalier le 11 février 1986, puis est promu officier le 31 décembre 2012[5].
- Commandeur de l'ordre national du Mérite
- Médaille de la jeunesse, des sports et de l'engagement associatif, argent